# Liceo Artistico Bruno Munari
Il Liceo Artistico Bruno Munari è una istituzione scolastica italiana di Castelmassa in provincia di Rovigo fondata il 31 dicembre 1889 come Scuola Comunale d'Arti e Mestieri. Dopo aver cambiato varie denominazioni, ha assunto la titolazione attuale in seguito alla riforma del 2010 che ha convertito gli Istituti d'Arte in Licei Artistici.

## Storia
L'Istituto Statale d'Arte di Castelmassa nasce come Scuola Comunale d'Arti e Mestieri il 31 dicembre del 1889 ed inizia l'attività didattica il 20 gennaio 1890. Nel 1895 assume il titolo di "Scuola d'arte applicata all'industria" e nel 1904 passa da Scuola comunale a "Regia Scuola d'Arte". Nel 1932 viene inaugurata la nuova sede in via Matteotti con relativo ampliamento delle aule e dei laboratori.
Nel 1960 la Scuola d'Arte assume il nome di "Istituto Statale d'Arte"; nel 1970 il corso triennale diventa quinquennale e agli inizi degli anni Novanta l'Istituto aderisce ad un Corso Maxisperimentale di Restauro della Ceramica e dei Metalli, che viene approvato ed istituzionalizzato dal Ministero della Pubblica Istruzione. Nel frattempo al corso diurno si affianca anche un corso serale.
Attualmente sono attivi tre indirizzi previsti dalla riforma dei licei artistici: Arti figurative, Design della moda e dei metalli preziosi, Architettura e ambiente.

### L'intitolazione della scuola
In occasione del centoventesimo anniversario della fondazione, durante l'anno scolastico 2009/2010, la scuola ha ottenuto l'intitolazione a Bruno Munari, designer italiano che ha passato l'infanzia e l'adolescenza a Badia Polesine, a pochi chilometri dall'Istituto.